# Chích bụng vàng
Chích bụng vàng (danh pháp hai phần: Phylloscopus griseolus) là một loài chích lá thuộc chi Chích lá, họ Chích lá. Loài này phân bố ở. Chúng bắt côn trùng từ cành nhỏ và lá cây. Chúng được tìm thấy trên đồi đá và môi trường sống trong rừng.
Loài này được tìm thấy trong các nhóm nhỏ và có xu hướng tìm kiếm thức ăn thấp trong thảm thực vật đôi khi thậm chí nhảy trên mặt đất. 